# بوستون (تنسی)
بوستون (به انگلیسی: Boston) یک منطقهٔ مسکونی در ایالات متحده آمریکا است که در شهرستان ویلیامسون، تنسی واقع شده‌است. بوستون ۲۲۱٫۹ متر بالاتر از سطح دریا واقع شده‌است.